# Brøndum-Hvidbjerg-Ramsing-Håsum Pastorat
Brøndum-Hvidbjerg-Ramsing-Håsum Pastorat er pastorat i Salling Provsti i Skive Kommune. 

## Beliggenhed
Pastoratet ligger centralt i det sydlige Salling. Lokalt opfattes pastoratet som den østlige del af Vestsalling.
Pastoratet grænser op til den tidligere fjordarm Sønder Lem Vig, Holstebro Provsti (Ejsing Sogn), Skive Provsti (Rønbjerg Sogn, Estvad Sogn, Hem Sogn og Hindborg Sogn) samt Balling-Volling-Krejbjerg-Oddense-Otting Pastorat og Rødding-Lem-Lihme-Vejby Pastorat (begge i Salling Provsti).

## Historie
I 1970–2006 lå pastoratets sogne i Spøttrup Kommune. 
Mellem 1842 og 1970 var Brøndum–Hvidbjerg en sognekommune i Hindborg Herred, mens Håsum–Ramsing var en sognekommune i Rødding Herred. Hver af de to daværende sognekommuner var et selvstændigt pastorat.

## Præst og menighedsråd
Pastoratets kirkelige og administrative ledelse varetages af de to menighedsråd (Ramsing-Håsum Sognes Menighedsråd og  Brøndum-Hvidbjerg Sognes Menighedsråd). 
Pastoratet har én præst, der bor i Brøndum. 

## Sogne
Der er fire sogne i  pastoratet: 
- Brøndum Sogn (Hindborg Herred) med præstebolig
- Hvidbjerg Sogn (Hindborg Herred) med Hvidbjerg Kirke
- Håsum Sogn (Rødding Herred) med Håsum Kirke
- Ramsing Sogn (Rødding Herred), Ramsing var tidligere kommunesæde for Spøttrup Kommune